# Ctenomys famosus
Ctenomys famosus és una espècie de mamífer rosegador de la família dels ctenòmids. És endèmic de la serralada de Famatina (Argentina). Se sap molt poca cosa sobre el seu hàbitat i la seva història natural, en gran part perquè és conegut a partir d'un sol espècimen trobat a principis del segle XX. Es desconeix si hi ha cap amenaça significativa per a la supervivència d'aquesta espècie.